# 玛丽亚罗斯特圣殿

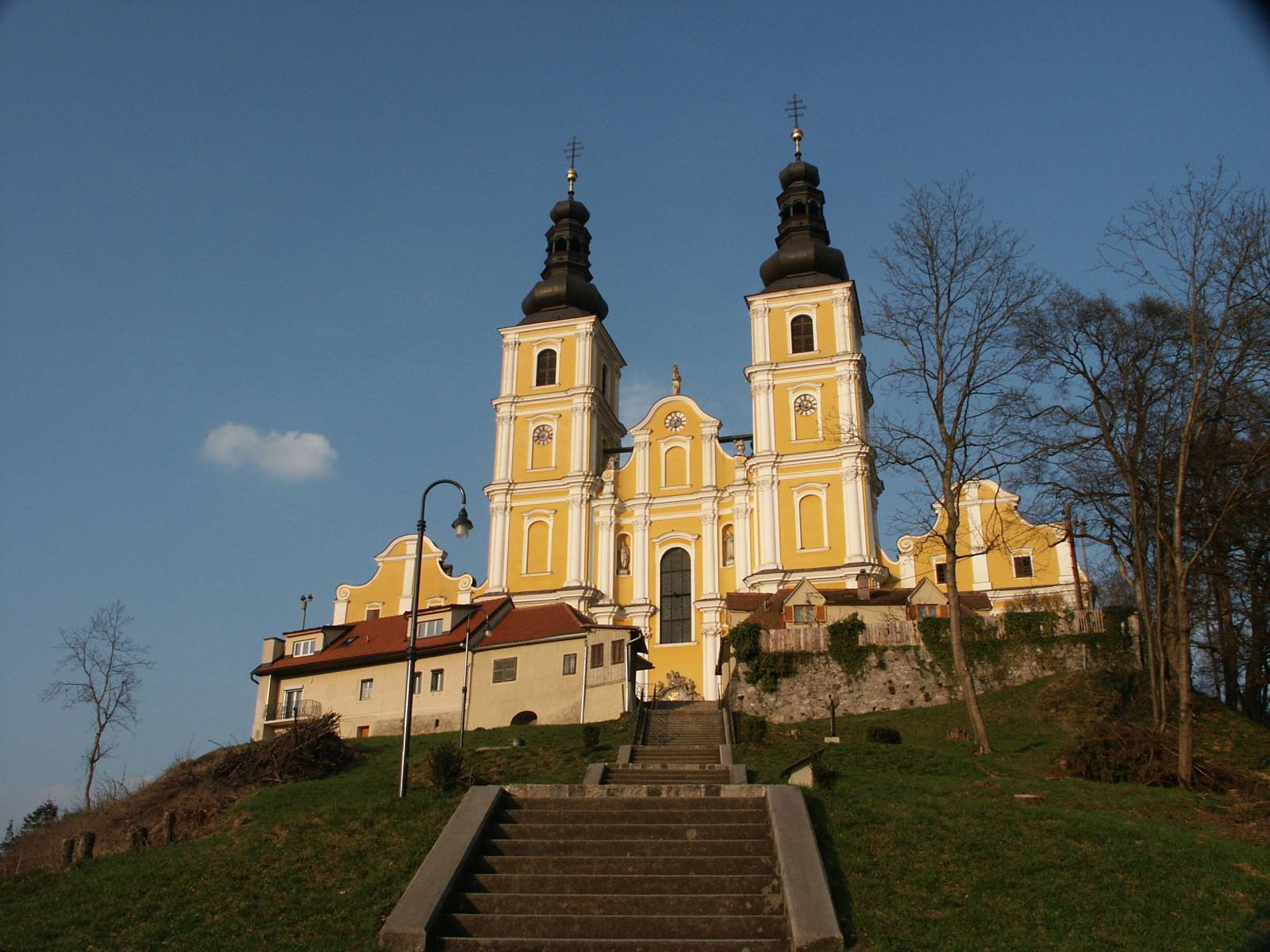
玛丽亚罗斯特圣殿立面

玛丽亚罗斯特圣殿（Basilika Mariatrost）是奥地利施蒂里亚州著名的圣母朝圣地（重要性仅次于玛丽亚采尔圣殿），位于格拉茨的玛丽亚罗斯特区。1999年10月28日教堂升为宗座圣殿。 
这座朝圣教堂耸立在格拉茨东北，海拔469米的Purberg山顶。到达教堂需要攀登216级的三鐘經台阶。它是一座巴洛克建筑。两座钟楼高61米和一个圆顶在远处就看看见。它先后被Pauline Fathers（1708至1786年）， 和方济各会（1842年至1996年）修道院包围。 

## 历史
该建筑由Stengg父子始建于1714年，1724年完成。施拉姆和沙伊特所作的天花板壁画尤其显着。
正祭台的圣母雕塑始于哥特式时期（1465年左右），但在1695年由贝恩哈德·埃希特改为巴洛克式。